# Comitatul Arkansas, Arkansas
Arkansas este un comitat care se găsește în partea estică a statului Arkansas. Conform recensământului din anul 2000 efectuat de United States Census Bureau populația comitatului era de 20 749 de locuitori. Comitatul are două sedii, localitățile De Witt, pentru districtul său sudic, și Stuttgart, pentru districtul său nordic. Comitatul omonim statului din care face parte a fost primul din cele 75 de comitate care alcătuiesc statul astăzi, fiind creat chiar înainte de constituirea Teritoriului Arkansas, la 13 decembrie 1813, fiind numit după tribul nord-american Quapaw, cunoscut și sub numele de Arkansa, uneori ortografiat Arkansaw.

## Geografie
Conform Biroului de Recensăminte al SUA, comitatul are o suprafață totală de 2 678 km², dintre care 2 560 km² este uscat și 117 km² din aceasta (4,38%) este apă.

### Autostrăzi și drumuri importante
- U.S. Highway 79
- U.S. Highway 165
- Highway 1
- Highway 11
- Highway 17
- Highway 33
- Highway 44

### Comitatele învecinate
Începând cu poziția brațelor unui ceas la orele 12:00, în sens orar:
- Comitatul Prairie, statul Arkansas, la nord
- Comitatul Monroe, Arkansas, la nord-est
- Comitatul Phillips, Arkansas, la est
- Comitatul Desha, Arkansas, la sud
- Comitatul Lincoln, Arkansas, la sud-vest
- Comitatul Jefferson, Arkansas, la vest
- Comitatul Lonoke, Arkansas, la nord-vest

## Demografie
Conform recensământului din 2000, comitatul avea 20 749 de locuitori, 8 457 de locuințe și 5 900 de familii. Densitatea populației era de aproximativ 8 locuitori/km².
Numărul total de rezidențe era de 9 672, la o densitate medie de 4/km². Diversitatea etnică era următoarea: 75,19% caucazieni, 23,36% afro-americani, 0,21% nativi americani, 0,36% asiatici, 0,21% alte etnii, respectiv 0,66% bi- sau multi-etnici. Dintre aceștia, 0,76% erau de origine hispanică.
Numărul total de rezidențe locuite era de 8 457, dintre care 31,41% aveau copii sub 18 ani locuind cu adulții, 53% cupluri căsătorite locuind împreună, 13,9% aveau ca și cap de familie o femeie, fără vreun soț prezent, iar 29,4% nu erau familii. Peste un sfert, 26,10% din toate acestea, erau alcătuite dintr-un singur individ și 12,4% aveau o persoană de peste 65 de ani trăind singură. Media unei locuințe era de 2,41 persoane, iar media mărimii unei familii era de 2,89 persoane.
În comitat, distribuția populației după vârstă era 24,8% sub 18 ani, 8,3% între 18 și 24, 26,3% între 25 și 44, 24,4% între 45 și 64 și 16,2% peste 65 de ani. Vârsta medie era de 39 de ani. Pentru fiecare 100 de femei erau 90,9 bărbați, iar pentru fiecare 100 de femei peste 18 ani erau câte 86 de bărbați.
Venitul mediu pentru o locuință era de 30 316$, iar venitul mediu pentru o familie era de 36 472$. Venitul mediu al unui bărbat era de 28 914$ față de doar 21 127$ pentru o femeie. Venitul comitatului pe cap de locuitor era de 16 401$. Aproximativ 14,1% din familii și 17,8% din populație era sub venitul de sărăcie, incluzând 24,8% dintre cei sub 18 ani și 15,5% dintre cei de peste 65 de ani.
|  | Graficele sunt indisponibile din cauza unor probleme tehnice. Mai multe informații se găsesc la Phabricator și la wiki-ul MediaWiki. |

Date: Wikidata - grafică realizată de Wikipedia

## Orașe
| - Almyra - De Witt | - Gillett - Humphrey | - Saint Charles - Stuttgart |